# Brdy
Brdy brežuljkasti je lanac u Češkoj dug 60 kilometara, a proteže se od Praga u smjeru jugozapada. Sjeverni dio lanca naziva se Hřebeny, a prepoznatljiv je po jednom uskom i strmom grebenu na kojem se nalazi i najviši vrh sjevernog dijela lanca, Pisek, na nadmorskoj visini od 690 metara. Širenje lanca počinje južno od klanca rijeke Litavke, pri čemu se sastoji od nekoliko odvojenih vrhova, među kojima su najveći vrhovi Tok (864 m) i Prag (862 m).
Većina brežuljaka koji čine lanac prekirvena je šumom, što ga čini jednim od najšumovitijih područja prvo Središnje, a potom i cijele Češke. Šumovitosti pridonosi i činjenica da su neki izoliraniji dijelovi Brdija proglašeni zatvorenim vojnim prostorom i zabranjenim za javnost. Ta su područja bivala zatvorena i tijekom Čehoslovačke, pa su oduvijek izazivala kontroverze.
Zatvoreno vojno područje proglašeno je ubrzo nakon nestašice hrane 1925. godine u Čehoslovačkoj, za obuku vojnika u slučaju puča. Brojni vojarne dobro su poslužile nacističkim oružanim snagama u Drugom svjetskom ratu, posebice prilikom Okupacije Čehoslovačke (1939. – 1945.) Budući da su nacisti nakon poraza u ratu, bunkere i vojnu opremu ostavili u dobrom stanju, područje je ponovno dobro poslužilo za služenje obaveznog vojnog roka u vrijeme komunističke vladavine.
Prilikom intervencije snaga Varšavskog pakta u nemirnoj 1968. godini, južni lokalitet u neposrednoj blizini grada Mirošova služio je kao mala vojna baza kontigenta Crvene armije sve do Raspada Čehoslovačke 1993. godine, iako se vojna uporaba već nakon BAršunaste revolucije 1989. prekinula, zbog rezanja vojnog proračuna i visokih troškova održavanja cijele vojne opreme. Češka vlada je 2005. potpuno zatvorila područje i zabranila bilo kakvo vojno djelovanje. Međutim, zatvoreni vojni status područja i dalje postoji.
Američki predsjednik Barack Obama razgovarao je s češkim premijerom o instalaciji kopnenog raketnog obrambenog radarskog sustava za područje Srednje Europe, no bez uspjeha.
Brdy je poznata lokacija na kojoj su snimljeni mnogi češki filmovi, kao dokumentarni film Češki mir iz 2010. godine, u kojem se pojavljuju i George Walker Bush i Barack Obama.

## Galerija
- Šumska cesta pod vrhom Pisek (690 metara).
- Gljiva muhara (lat.  Amanita muscaria) u šumama Brdija.
- Još jedna, neobična, gljiva u šumama Brdija.
- Radar podno vrha Pisek.
- Brežuljak prekriven šumom prozvan Velika baba.
- Žaba Rana temporaria na području nacionalnog parka Trhoň.

## Vanjske poveznice
- (češ.) Brdy.info
- (češ.) Jakub Kencl, Brdy - zanimljiva mjesta: Vysílač Cukrák  Arhivirana inačica izvorne stranice od 3. ožujka 2016. (Wayback Machine), Brdy.org, objavljeno 6. travnja 2008., pristupljeno 4. siječnja 2016.
- (češ.) Horydoly.cz: Pražské hory Brdy
- (češ.) Horydoly.cz: Geocaching na brdských hřebenech

### Ostali projekti
|  | Zajednički poslužitelj ima još gradiva o temi Brdy |